# سی‌وای‌تی۳۸۷
سی‌وای‌تی۳۸۷ (به انگلیسی: CYT387) یک ترکیب شیمیایی با شناسه پاب‌کم ۲۵۰۶۲۷۶۶ است.